# Murrieta
Murrieta is een plaats (city) in de Amerikaanse staat Californië, en valt bestuurlijk gezien onder Riverside County.

## Demografie
Bij de volkstelling in 2000 werd het aantal inwoners vastgesteld op 44.282.
In 2006 is het aantal inwoners door het United States Census Bureau geschat op 90.457, een stijging van 46175 (104.3%).

## Geografie
Volgens het United States Census Bureau beslaat de plaats een oppervlakte van
73,6 km², waarvan 73,5 km² land en 0,1 km² water. Murrieta ligt op ongeveer 332 m boven zeeniveau.

## Plaatsen in de nabije omgeving
De onderstaande figuur toont nabijgelegen plaatsen in een straal van 16 km rond Murrieta.